# Louis Hyacinthe Le Feron
Louis Hyacinthe Le Féron, né le 30 novembre 1765 à Parthenay (Deux-Sèvres) et mort le 25 avril 1799 à Fenestrelle (Italie), est un général de brigade de la Révolution française.

## États de service
Fils de Jean Robert Leferon, sieur de Souvivaut, négociant en draps et en soies, et de Renée Louise Laurence, il entre dans la vie active comme avocat au barreau de Parthenay. En 1791, il devient président du club des amis de la Constitution de sa ville.
Il prend du service le 16 août 1792, comme capitaine au 1er bataillon de volontaires des Deux-Sèvres à l’armée du Nord, il participe à la Bataille de Jemappes le 6 novembre 1792, et il est élu deuxième lieutenant-colonel le 1er décembre 1792, puis lieutenant-colonel en premier le 8 janvier 1793. Le 19 août 1793, il est promu général de brigade à l’armée des Alpes mais il refuse sa nomination par lettres en date du 22 août et du 27 septembre 1793. Le 12 octobre suivant, il est autorisé à reprendre le commandement de son bataillon.
Le 11 octobre 1794, il est de nouveau nommé général de brigade à l’armée des Pyrénées occidentales par arrêté des représentants en mission mais il refuse encore une fois et retourne à son bataillon le 28 novembre 1794. Il participe en tant que général à la Bataille d'Orbaitzeta du 15 au 18 octobre 1794. Le 19 avril 1795, il commande la demi-brigade des Deux-Sèvres, et il rejoint l’armée d’Italie en mai 1796. 
Le 19 janvier 1797, il passe à la 63e demi-brigade d’infanterie de ligne et, le 21 mars 1799, il est affecté à la 5e demi-brigade d’infanterie de ligne. Le 3 mai 1797, il est nommé gouverneur de Venise par le général Bonaparte. Le 17 octobre 1797, il rejoint Ferrare et il est blessé à la bataille de Vérone le 5 avril 1799.
Il meurt de fatigue et de chagrin le 25 avril 1799, à Fenestrelle en Italie.

## Sources
- (en) « Generals Who Served in the French Army during the Period 1789 - 1814: Eberle to Exelmans »
- Étienne Charavay, Correspondance général de Carnot, tome 3, imprimerie Nationale, 1897, p. 505.
- Gaston Mauberger, Revue : La Révolution française 27e année- n° 7, 1908.